# Сулаймонов, Мухаммадшариф
Мухаммадшариф Сулаймонов (тадж. Муҳаммадшариф Сулаймонов; род. 1 января 1953, джамоат Рованд, Горно-Бадахшанская автономная область) — таджикский борец, мастер спорта Таджикской ССР, Заслуженный мастер спорта Таджикистана, Заслуженный тренер спорта Таджикистана, Заслуженный спортивный деятель Таджикистана, Спортивный судья международной категории.

## Биография
Мухаммадшариф Сулаймонов родился 1 января 1953 года в селе Рованд Ванчского района. В 1970 году поступил в Институт физкультуры Таджикистана. В 1986 году он был тренером сборной Таджикистана по самбо, а в 2000 году — главным тренером.
В 2014 году был уволен с должности главного тренера сборной Таджикистана по самбо, но сам Сулаймонов не знал причину увольнения и посчитал решение Комитета молодежи, спорта и туризма при правительстве Республики Таджикистан несправедливым.
Мухаммедшариф Сулаймонов двадцатипятикратный чемпион Таджикистана по самбо и борьбе, трехкратный чемпион мира среди ветеранов. Он обучил многих студентов более чем за тридцать лет. Двое из них — Хушкадам Хусравов в 2018 году и Акмалиддин Каримов в 2021 году — стали чемпионами мира.